# Антагонисты 5-HT1A-рецепторов
Антагонистами 5-HT1A подтипа серотониновых рецепторов являются многие химические вещества и лекарства, в частности, некоторые бета-блокаторы, некоторые типичные и атипичные антипсихотики, некоторые антимигренозные препараты.

## β-адреноблокаторы
- Алпренолол[1]
- Цианопиндолол[2]
- Йодоцианопиндолол[3]
- Пиндолол[3]
- Пропранолол[3]
- Окспренолол[4]

## Антимигренозные препараты
- Метисергид[5]

## Атипичные антипсихотики
- Рисперидон[6]

## Типичные антипсихотики
- Спиперон (спироперидол)[7]
- Метитепин[8]

## Разные и исследовательские препараты
- BMY-7,378[9]
- Дотаризин[10][11]
- Флопропион[12]
- Исамолтан[13][14]
- Лекозотан[15]
- MPPF[16]
- NAN-190[17]
- Пиндобинд[18]
- Робалзотан[19]
- SB-649,915[20]
- Спирамид[21][22][23]
- Спироксатрин[24]
- UH-301[25]
- WAY-100,135[26]
- WAY-100,635[27]
- Ксиламидин[28][29][30]
- Мефвэй[31]